# Platanthera × channellii
Platanthera × channellii là một loài thực vật có hoa trong họ Lan. Loài này được Folsom miêu tả khoa học đầu tiên năm 1984.